# مانويل دي أوليفيرا
مانويل دي أوليفيرا (بالبرتغالية: Manoel de Oliveira‏) (مواليد 11 ديسمبر 1908 - الوفاة 02 أبريل 2015) هو مخرج برتغالي بدأ مسيرته الفنية عام 1927. كما أنه من الفائزين بجائزة غولدن غلوب.

## جوائز و أوسمة
- الوسام العلوي من درجة قائد 2003.[4]

## وصلات خارجية
- مانويل دي أوليفيرا على موقع IMDb (الإنجليزية)
- مانويل دي أوليفيرا على موقع الموسوعة البريطانية (الإنجليزية)
- مانويل دي أوليفيرا على موقع مونزينجر (الألمانية)
- مانويل دي أوليفيرا على موقع قاعدة بيانات الأفلام العربية
- مانويل دي أوليفيرا على موقع ألو سيني (الفرنسية)
- مانويل دي أوليفيرا على موقع تيرنر كلاسيك موفيز (الإنجليزية)
- مانويل دي أوليفيرا على موقع أول موفي (الإنجليزية)
- مانويل دي أوليفيرا على موقع قاعدة بيانات الأفلام السويدية (السويدية)
- مانويل دي أوليفيرا على موقع إن إن دي بي (الإنجليزية)
- مانويل دي أوليفيرا على موقع قاعدة بيانات الفيلم (الإنجليزية)